# Vicekungadömet Peru

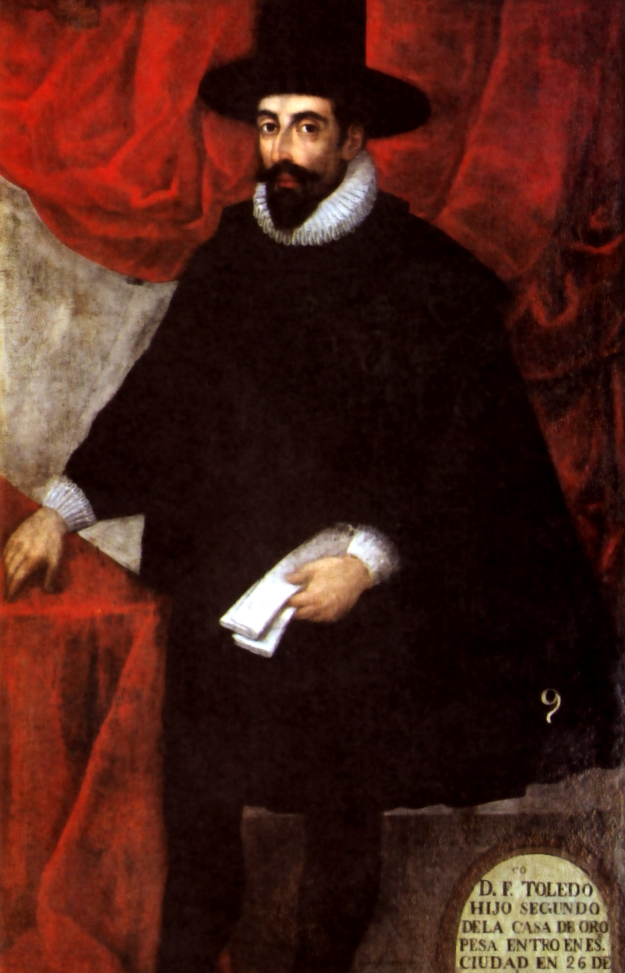
Francisco de Toledo, greve av Oropesa och vicekung av Peru. Den store administratören av vicekungadömet.

Vicekungadömet Perus indelning i audiencias (hovrätter). 1. Panamá
2. Santa Fé de Bogotá
3. Quito
4. Lima
5. La Plata de Los Charcas
6. Chile

Vicekungadömet Peru (spanska: Virreinato del Perú) var en lydstat skapad av den spanska kronan för att sköta administrationen av de sydamerikanska tillgångarna. Lydstaten trädde i kraft de jure 1543, men förblev kraftlös på grund av inbördeskriget om kontrollen av Peru som pågick mellan Francisco Pizarro och Diego de Almagro. Först när Pedro de la Gasca, den andra vicekungen, skickades till Peru 1545 som kunglig emissarie för att få ordning på landet, och när inbördeskriget tog slut, fick vicekungen de facto-makt över området.
Den första vicekungen var Blasco Núñez Vela, och efter honom följde 39 vicekungar, varav den sista markerade Vicekungadömets slut efter 280 år. Det upphörde officiellt i och med José de Sucres seger över José de la Serna vid Ayacucho 1824.

## Historia
Med anländandet av spanjorerna till staden Cusco 1534, avslutades den militära erövringen av Peru, som påbörjats av Francisco Pizarro. I stället gavs plats för en utveckling av det koloniala området som fram till dess dominerats av inkariket, Tahuantinsuyo, som utifrån nya lagar under 1542 blev en del av vicekungadömet Peru. Under Karl I, genom ett kungligt dokument undertecknat i Barcelona den 20 november 1542, skapades vicekungadömet Peru, som ersatte det tidigare Guvernatet Nya Kastilien, som hade getts till Pizarro. Gränserna inkluderar området mellan Panama och Chile, från norr till söder, med undantag för Venezuela och mot öster, fram till Argentina, med undantag för Brasilien, som tillhörde det Portugisiska imperiet. Till första vicekung utsågs Blasco Núñez Vela, utsedd med kungligt dokument 1 mars 1543. Men han kunde inte utöva verklig makt i styret av Peru på grund av sammandrabbningar mellan anhängare till Francisco Pizarro och Diego de Almagro, som verkar ha dödats av Gonzalo Pizarro. Mordet på den första kungliga auktoriteten orsakade mycket bestörtning i Spanien, då kronan grep in för att straffa dem som hade angripit vicekungen, en företrädare för kungen på erövrade territorier. För detta ändamål sände Karl I dit Pedro de la Gasca, med titeln fredsmäklare, att lösa situationen. Väl kommen till Peru hade Gasca säkert sått frön av svek bland anhängarna till Gonzalo Pizarro, och konfronterade honom i närheten av Cusco 1548. Gonzalo Pizarro såg sina befälhavare byta sida till Gasca och nederlaget för honom var överväldigande. Han fördes till staden Cusco och avrättades för brottet högförräderi mot kungen. Några år senare, 1551, utsågs vicekungen Antonio de Mendoza, efter att ha gjort tjänst som vicekung i Vicekungadömet Nya Spanien. Efter nästan 40 år av administrativ oordning fick landet en effektiv ledning i Francisco de Toledo som mellan 1569 och 1581 lyckades etablera de politiska och administrativa ramarna som sedan gällde under många år i det koloniala Peru.
Toledo hade knappt kommit till det peruanska landet förrän han informerade sig om allt som hade hänt i vicekungadömet och vad som var den politik som följts hittills. Han medgav att det saknades ett adekvat skattesystemet, eftersom det inte fanns något register över den totala befolkningen i vicekungadömet. Toledo gjorde flera allmänna besök i olika delar av vicekungadömet och, för första gången kunde man registrera de mänskliga och naturliga resurserna i Peru. Efter att ha fått veta antalet möjliga skattebetalare beräknades skatten och ursprungsbefolkningen delades in i antal om 500 familjer. På så sätt visste man exakt hur mycket skatt de skulle betala.
Francisco de Toledo införde fördelning av arbetet hos ursprungsbefolkningar genom mit'asystemet. Genom att tillämpa detta ordnade han förutsättning för arbetskraft till gruvan Potosi vid nuvarande Potosí(producent av silver) och Huancavelica (där man utvann kvicksilver, vilket är nödvändigt för rening av guld), och fick på så sätt Peru att bli ett av världens viktigaste centra för silverproduktion.
Utan tvekan hade Francisco de Toledo lagt grunden för det "peruanska vicekungadömet", han hade lyckats med det som verkade omöjligt: att ordna upp den politiska och administrativa förvaltningen inom hela det stora området Peru. Med utgångspunkt från hans arbete lyckades vicekungarna som följde att göra Peru till det viktigaste vicekungadömet i Amerika.
På 1700-talet framträdde vicekungar som infört åtgärder som skapats genom de reformer som genomförts av Borbonerna, i synnerhet Manuel de Amat och Junyent, som regerade mellan 1761 och 1776, Manuel de Guirior (1776–1780), Augustinus av Jáuregui (1780–1784) och Teodoro de Croix (1784–1790), och som syftade till att vitalisera den koloniala administrationen med åtgärder såsom införande av ett förvaltningssystem. Med detta försökte man att effektivisera regeringen, ersatte ineffektiva personer i den kungliga administrationen (corregidores och alcaldes), och ägnade särskilt intresse för allt som hade med skattesystemet att göra.
Den territoriella omorganisationen hade genomförts under 1700-talet, under vilket två delar av vicekungadömet avknoppades för att bilda två nya: Vicekungadömet Rio Plata 1776 och Vikungadömet Nya Grenada 1717, återställdes 1739 efter en period av förtryck, innebar förlust i handelskapacitet och en stor del av territoriet gick förlorad.
På 1800-talet gjorde vicekungen José Fernando Abascal vicekungadömet Peru till den sista bastionen, fäste och centrum för det kejserliga Spanien; från detta vicekungadöme undertryckte man alla tecken på självständighetsyttringar i Spaniens kolonier i Sydamerika, man hejdade revolutionen i Argentina, man återerövrade Chile, man hade kvävt upproret på Nya Grenada och man försvagade i själva vicekungadömet varje försök till revolution.
Vicekungadömet Peru avslutades officiellt med José de la Sernas kapitulation för Antonio José de Sucres styrkor efter slaget vid Ayacucho (1824).